# 에드먼턴 경전철
에드먼턴 경전철(ETS)은 캐나다 앨버타주의 주도 에드먼턴의 경전철 시스템이다. 총 3개 노선으로 이루어져 있으며 총 연은 37.4 킬로미터 (23.2 mi)이다. 2018년 기준, 북미에서 가장 분주한 경전철 교통 시스템 순위에서 7위를 차지하였으며, 주간 이용객은 일 평균 113,000명 정도이다.
ETS는 1978년 노선의 운영을 시작하였으며, 2010년 일부 확장을 완료하였으며 추가 확장 노선 공사는 2021년 가을에 시작되어 2028년 완공 예정이다.

## 차량
| 모델      | 모델            | 제조사          | 차호      | 계약 | 도입 |
| --------- | --------------- | --------------- | --------- | ---- | ---- |
|           | U2 (RTE 1)      | 듀와그          | 1001–1014 | 1977 | 1978 |
| 1015–1017 | U2 (RTE 1)      | 듀와그          | 1980      |      |      |
| 1018–1037 | U2 (RTE 1)      | 듀와그          | 1983      |      |      |
|           | SD-160          | 지멘스          | 1038–1074 | 2005 | 2008 |
| 1075–1094 | SD-160          | 지멘스          | 2010      | 2012 |      |
|           | Flexity Freedom | 봄바디어·알스톰 | 2001–2026 | 2018 | 2023 |
|           | LRV             | 현대로템        | 빈칸      | 2021 | 2025 |